# De Havilland Aircraft Company
La de Havilland Aircraft Company fu un'azienda britannica operante nel campo dell'aeronautica fondata da Geoffrey de Havilland nel settembre del 1920, dopo il fallimento dell'Aircraft Manufacturing Company, nota anche come Airco. La de Havilland Aircraft Company fu un'azienda molto importante, produttrice dei primi jet per passeggeri ed altri velivoli innovativi.

## Storia
Inizialmente l'azienda si concentrò sulla realizzazione di biplani mono e biposto, essenzialmente continuando la linea di sviluppo dell'Airco, ma utilizzando propri motori della serie Gipsy prodotti dalla de Havilland Engine Company. Tra questi velivoli si devono ricordare i de Havilland DH.60 Moth e de Havilland DH.82 Tiger Moth, aerei che ottennero molti record aeronautici, in qualche caso pilotati da Geoffrey de Havilland in persona. Amy Johnson volò in solitario dall'Inghilterra all'Australia su un Gipsy Moth nel 1930.
Gli aerei della serie Moth furono continuamente migliorati e raffinati sino a giungere ai mezzi de Havilland DH.87 Hornet Moth e de Havilland DH.94 Moth Minor, quest'ultimo fu un monoplano ad ala bassa costruito in legno. Uno dei marchi di fabbrica della de Havilland era il modo in cui il nome dell'aereo era dipinto sulla fusoliera o sulle ali; veniva utilizzato un carattere tipografico particolarmente elegante in stile romano, il tutto in lettere maiuscole.
Il DH.84 Dragon fu il primo velivolo acquistato dalla Aer Lingus, la principale compagnia di volo irlandese, la quale acquistò successivamente anche i DH.86 Express e i DH.89 Dragon Rapide. La de Havilland continuò a sviluppare aerei sempre più performanti fino a giungere a produrre il DH.88 Comet, mezzo che ottenne numerosi record di velocità e fu il vincitore della MacRobertson Air Race tenuta sulla rotta Inghilterra-Australia nel 1934.
La grande specializzazione dell'azienda nella produzione di aerei in legno sfociò nel famoso cacciabombardiere DH.98 Mosquito, realizzato principalmente in legno a causa della penuria di alluminio durante la Seconda guerra mondiale; successivamente la compagnia produsse il DH.103 Hornet, velivolo ancora migliore del precedente e pioniere nella costruzione con materiali misti alluminio-legno e accoppiati metallo-metallo.
Dopo la seconda guerra mondiale, de Havilland ha continuato a produrre velivoli sia militari che civili, ma alcune tragedie ne offuscarono la fama. Il velivolo sperimentale DH.108 precipitò vicino all'estuario del Tamigi e nell'incidente morì il figlio di Geoffrey de Havilland; il DH.106 Comet, entrato in servizio nel 1952, fu il primo jet di linea per trasporto passeggeri che doveva garantire una velocità doppia rispetto agli altri vettori; il velivolo subì tre gravi incidenti in due anni. Da ricordare anche l'esplosione del DH.110 nel 1952 durante la Mostra internazionale e esposizione di volo di Farnborough che causò alcune vittime tra gli spettatori.
La Hawker Siddeley acquisì la de Havilland nel 1960, ma tenne le due aziende separate fino al 1963, quando divenne una sezione all'interno della Hawker Siddeley Aviation e tutti i mezzi in produzione ebbero la sigla cambiata da "DH" in "HS". Comunque il famoso marchio "DH" continuò a vivere grazie alle centinaia di Moth ancora in volo assieme ad altri velivoli prodotti dalla de Havilland.
A causa dei problemi strutturali dei DH.106 Comet, nel 1954 tutti gli esemplari in volo furono ritirati e l'azienda si impegnò in un grande sforzo per realizzare una versione migliorata, più grande e resistente. Ne risultò il Comet 4 che permise un ritorno al volo nel 1958. Ma a quel punto gli Stati Uniti d'America avevano già realizzato gli aerei di linea Boeing 707 e Douglas DC-8, entrambi più veloci ed economici nella gestione del Comet e pertanto non vi furono nuovi ordini per il DH.106.
L'azienda decise di avventurarsi anche nella costruzione di missili a lungo raggio, realizzando il vettore a propellente liquido Blue Streak. Non venne mai utilizzato a scopi militari, ma divenne il primo stadio del vettore spaziale Europa. Nei test di volo il Blue Streak si comportò bene, ma gli stadi superiori del razzo, realizzati in Germania e Francia ebbero molti problemi. Nel 1973 il programma Europa venne cancellato e il Blue Streak andò di conseguenza a morire. L'ultimo esemplare di questo vettore finì nelle mani di un agricoltore, che ne utilizzò gli ampi serbatoi come ricovero per i suoi polli.
La de Havilland ritornò sulle scene nel 1962 con la realizzazione del Trident, un aereo di linea jet trimotore. Questo mezzo però fu realizzato per soddisfare le esigenze di una sola compagnia aerea, la British European Airways, mentre le altre compagnie non ritennero appetibile l'offerta, preferendo il Boeing 727; in totale furono realizzati solo 117 aerei.

## Produzione

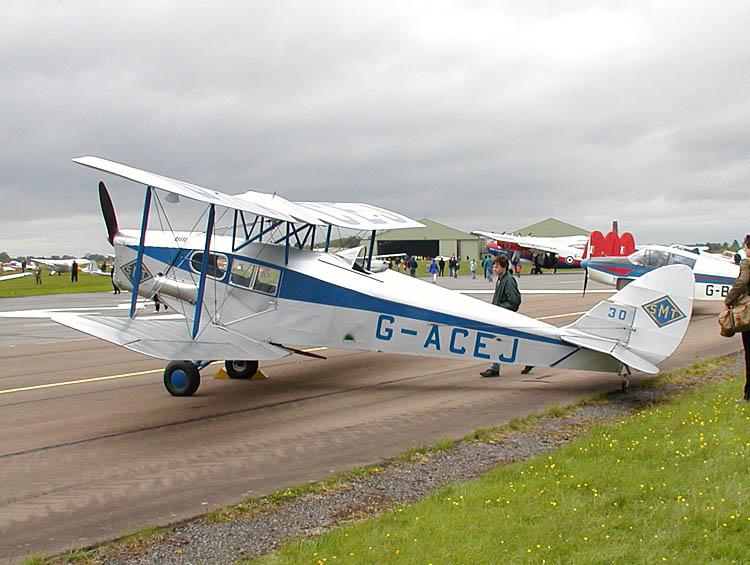
DH.83 Fox Moth

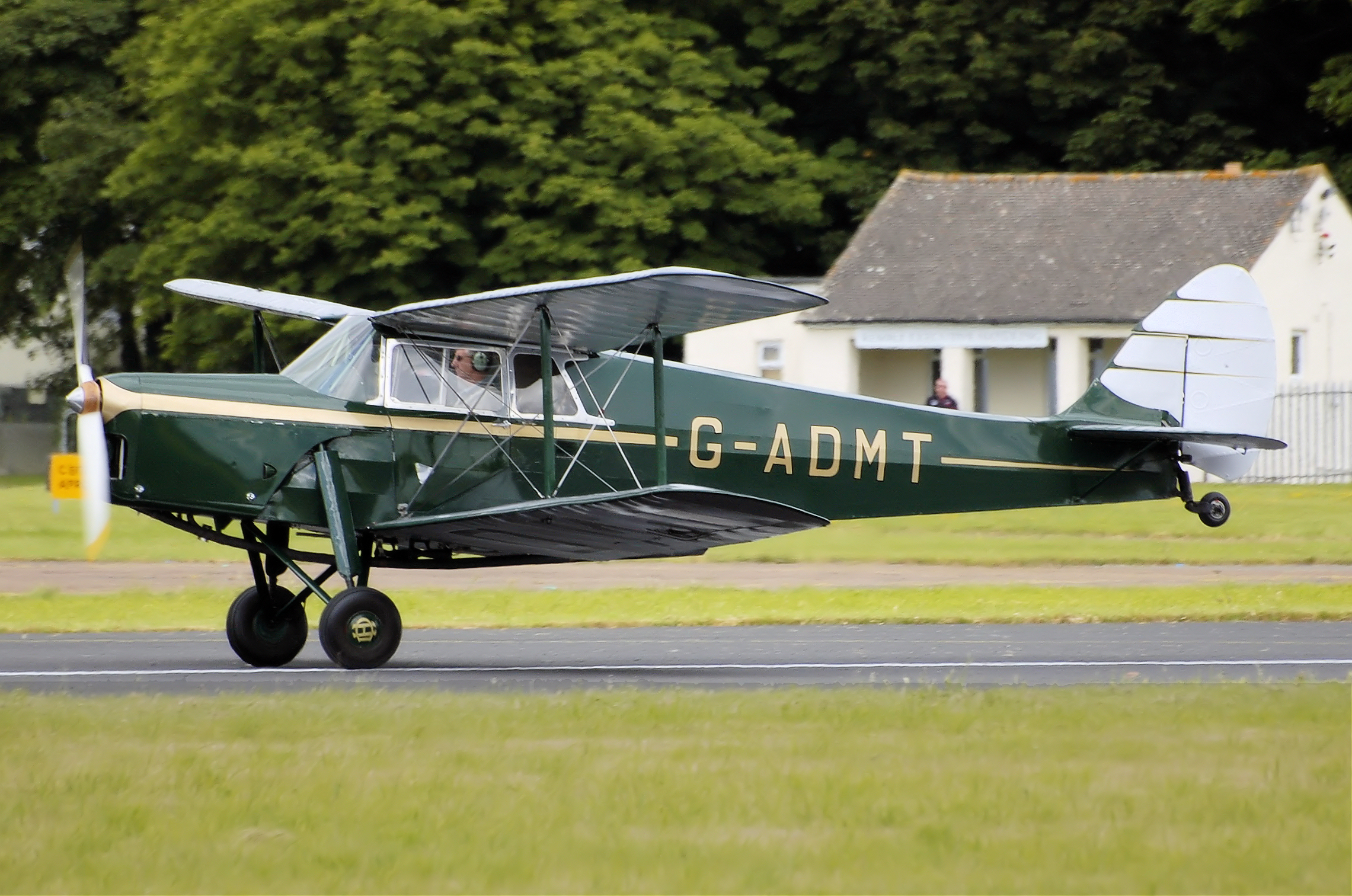
DH.87 Hornet Moth

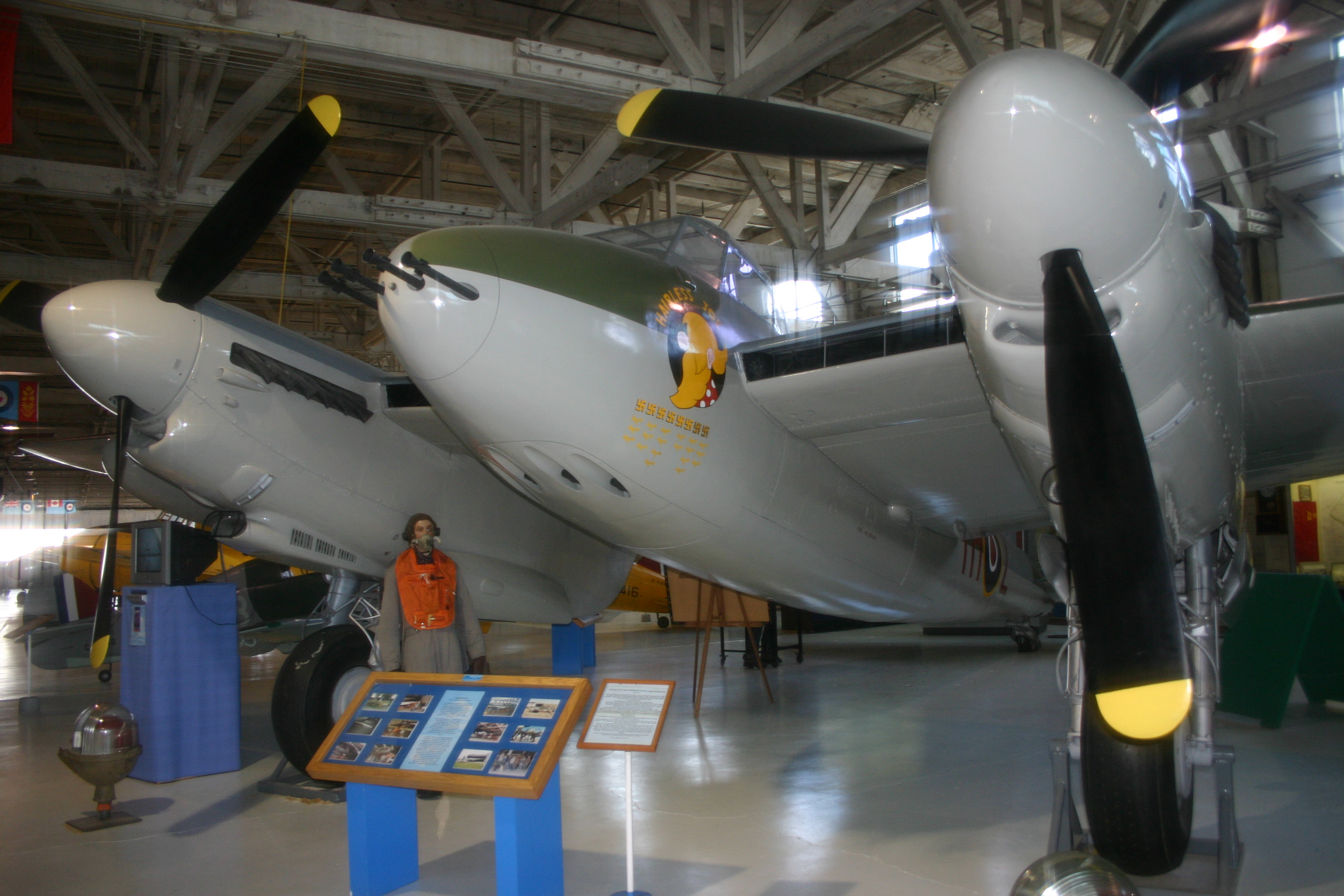
DH.98 Mosquito B35

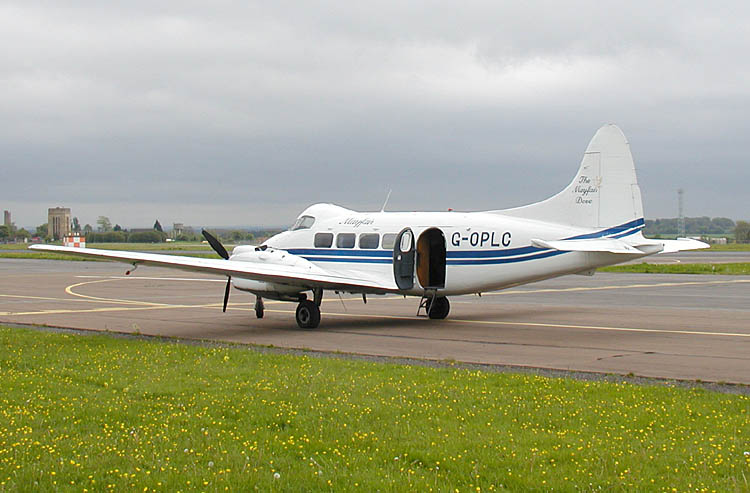
DH.104 Dove

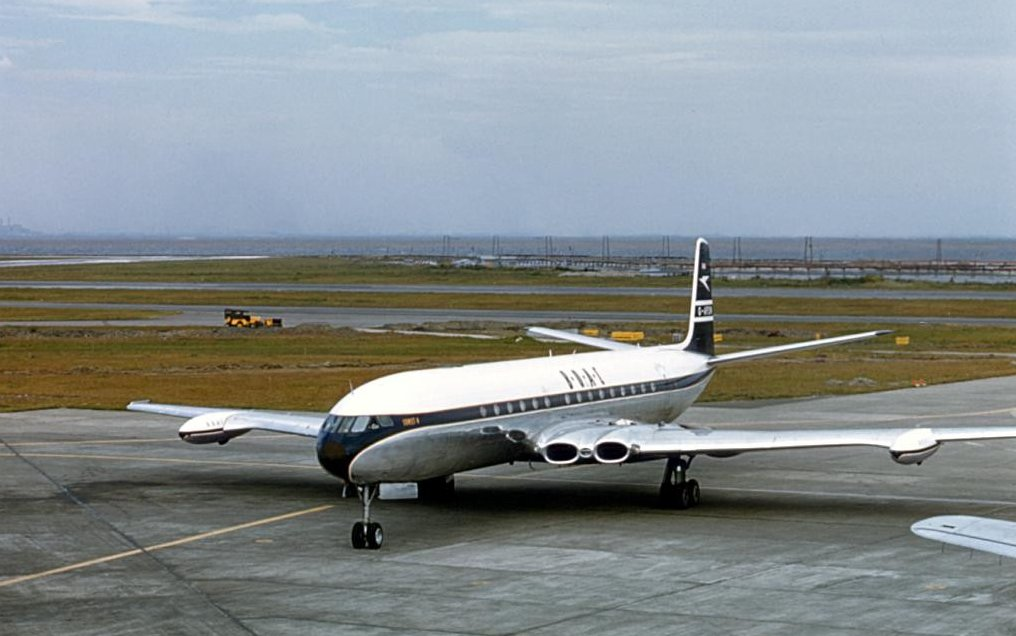
DH.106 Comet 4

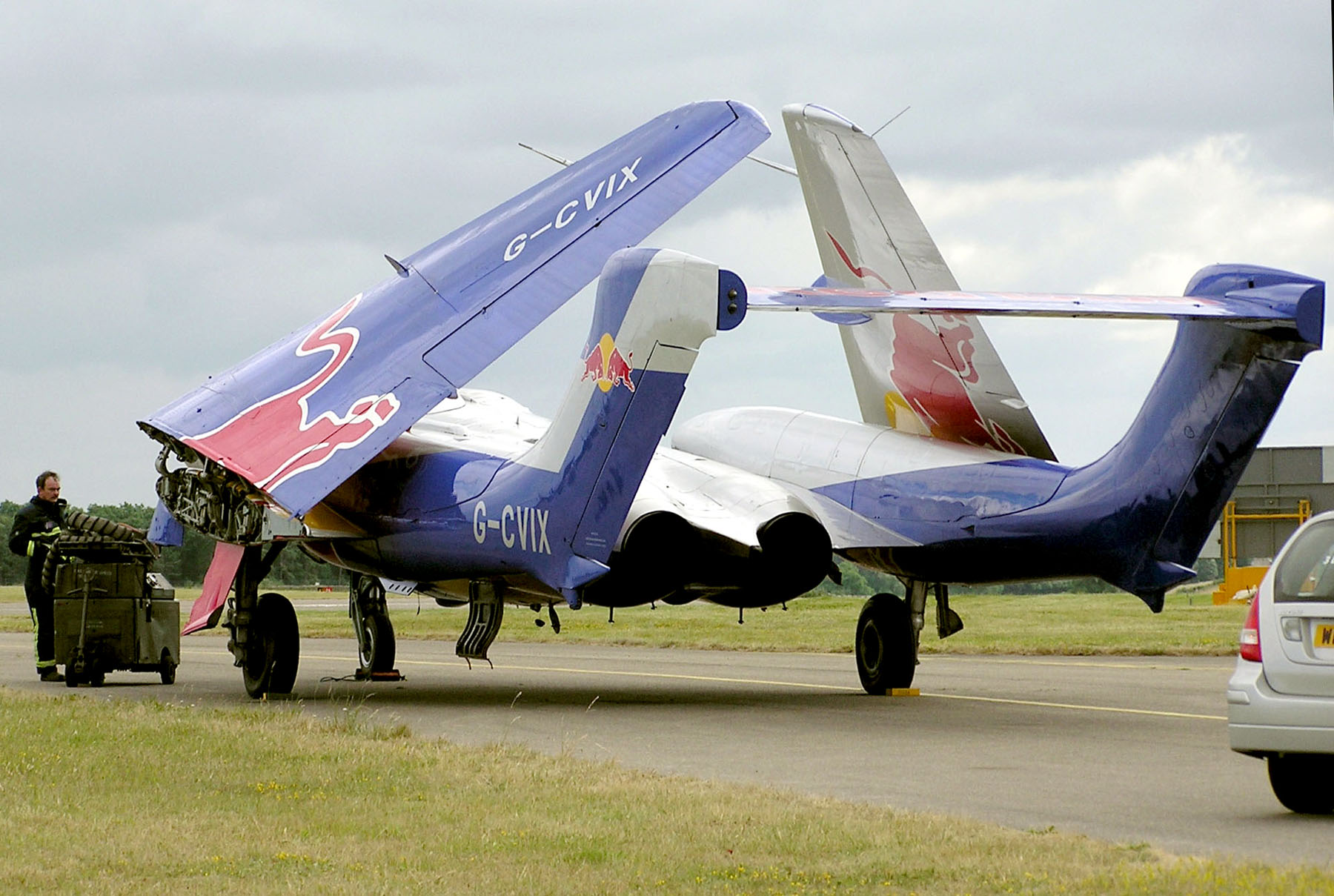
DH.110 Sea Vixen (G-CVIX)

### Aerei
- De Havilland Biplane No. 1
- De Havilland Biplane No. 2
- Airco DH.1
- Airco DH.2
- Airco DH.3
- Airco DH.4
- Airco DH.5
- Airco DH.6
- Airco DH.9
- Airco DH.9A
- Airco DH.9C
- Airco DH.10 Amiens
- DH.11 Oxford
- DH.14 Okapi
- DH.15 Gazelle
- DH.16
- DH.18
- DH.27 Derby
- DH.29 Doncaster
- DH.34
- DH.37
- DH.42 Dormouse
- DH.42A&B Digby
- DH.50
- DH.51
- DH.54 Highclere
- DH.56 Hyena
- DH.60 Moth
- DH.61 Giant Moth
- DH.65 Hound
- DH.66 Hercules
- DH.67
- DH.72
- DH.77
- DH.80 Puss Moth
- DH.82 Tiger Moth
- DH.83 Fox Moth
- DH.84 Dragon/DH 84B Dragon Express
- DH.85 Leopard Moth
- DH.86 Express
- DH.87 Hornet Moth
- DH.88 Comet
- DH.89 Dragon Rapide
- DH.90 Dragonfly
- DH.91 Albatross
- DH.92 Dolphin
- DH.93 Don
- DH.94 Moth Minor
- DH.95 Flamingo
- DH.98 Mosquito
- DH.100 Vampire
- DH.103 Hornet
- DH.104 Dove
- DH.106 Comet
- DH.108
- DH.110 Sea Vixen
- DH.112 Venom
- DH.114 Heron
- DH TK.1

### Alianti
- DH.52

### Missili
- Firestreak missile aria-aria
- Blue Streak vettore balistico

## Sussidiarie

### De Havilland Canada

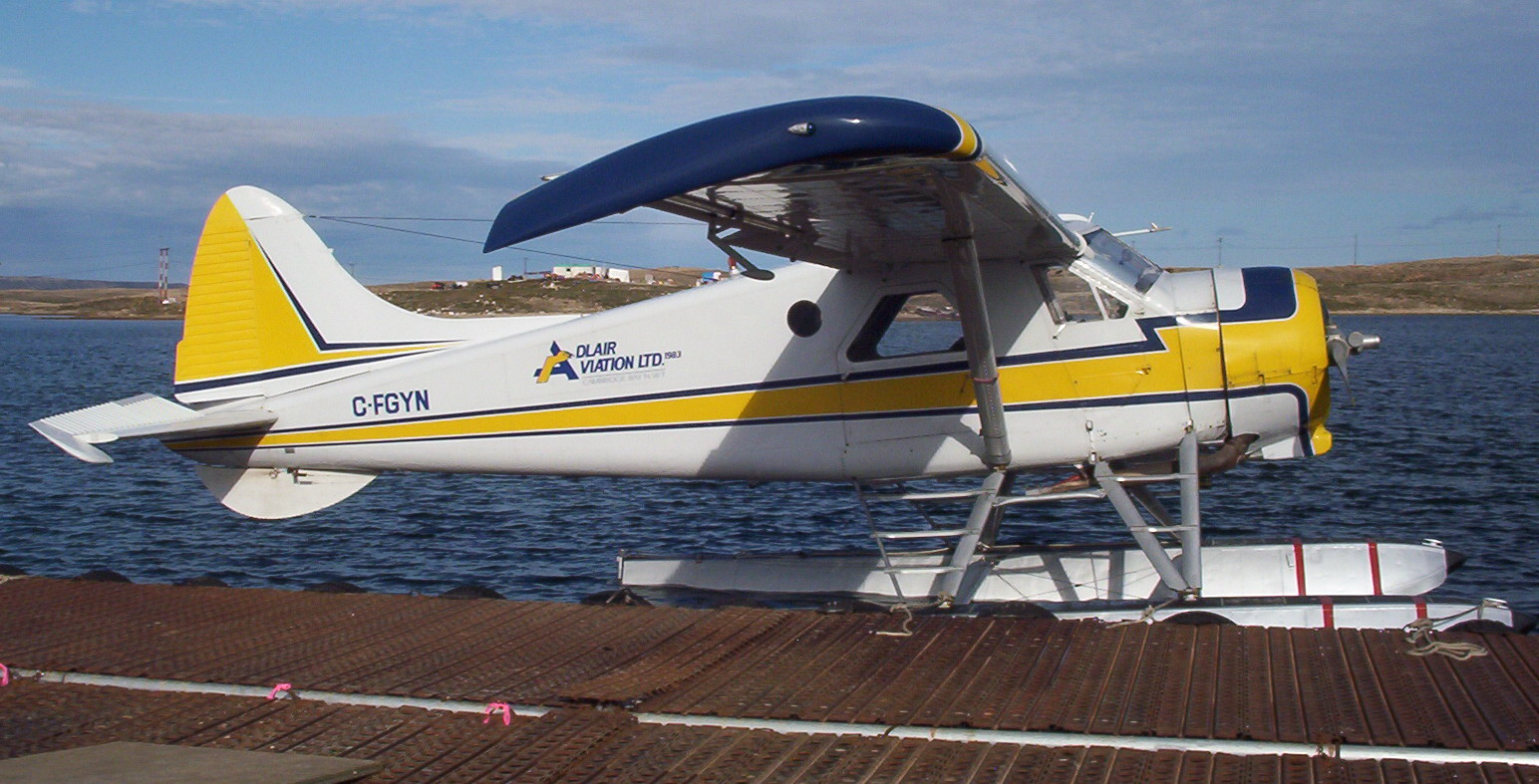
de Havilland Beaver (DHC2) Mk I.

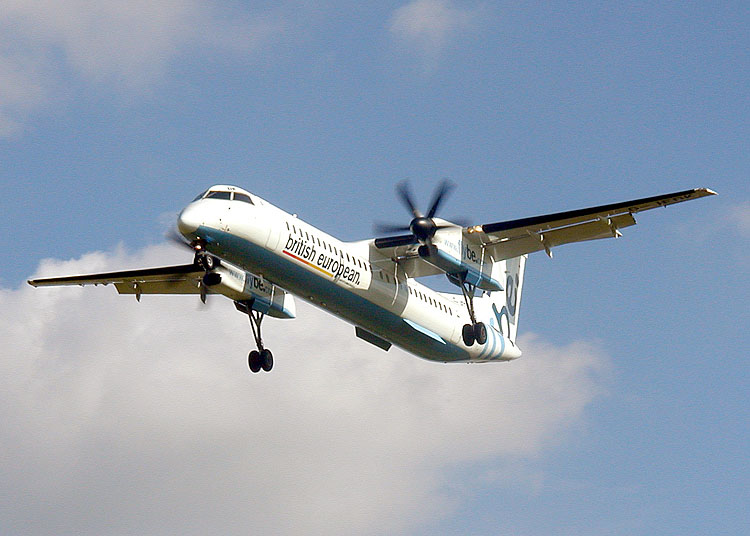
Bombardier (de Havilland Canada) Dash 8 della British European Airlines.

La de Havilland Canada fu fondata nel 1928 per costruire i Moth necessari per la formazione degli aviatori canadesi e dopo la guerra realizzò dei propri progetti adattati al difficile ambiente operativo canadese. Per esempio i velivoli DHC-2 ai DHC-7 furono realizzati tutti in conformazione STOL cioè per il decollo ed atterraggio corto. Successivamente la compagnia passò sotto il controllo della Canadian Crown Corporation, poi divenne sussidiaria della Boeing e ritornò nuovamente sotto la Crown Corporation. Divenne parte del gruppo Bombardier dove continuò la produzione del Dash Eight, realizzato con particolare attenzione al suo funzionamento silenzioso rispetto ad altri aerei di dimensioni simili. Nel maggio del 2005 la Bombardier ha venduto i diritti degli aerei fuori produzione (DHC-1-DHC-7) alla Viking Air Ltd. di Sidney, Columbia Britannica, mentre nel 2019 la holding di Viking, Longview Aviation Capital, ha acquistato i diritti per continuare a produrre sotto il marchio de Havilland Canada il Dash 8 Q-400.

### De Havilland Australia
La de Havilland Australia (DHA) fu la prima sussidiaria della casa madre fondata in Australia nel marzo del 1927 con il nome di de Havilland Aircraft Pty. Ltd. L'azienda si trasferisce da Melbourne a Sydney durante il 1930 dove lavorò come agenzia per la casa madre ed eseguiva montaggi, riparazioni e forniva ricambi per i club aeronautici e le compagnie di volo. L'azienda non produsse nessun aereo fino alla Seconda guerra mondiale quando la società iniziò la produzione del DH 82 Tiger Moth, addestratore primario, a Bankstown, NSW.
Durante il conflitto, la DHA progettò un piccolo aliante per il trasporto truppe da utilizzare nel caso l'Australia fosse stata invasa dal Giappone. Il DH-G1 fu pronto a metà del 1942 ed utilizzava la fusoliera frontale del DH.84 Dragon, che era in produzione presso lo stesso stabilimento. I due alianti realizzati furono utilizzati come prototipi e la versione definitiva, DH-G2, fu pronta per la produzione solo l'anno successivo, ma a quel punto non erano più necessari e ne vennero realizzati solo sei esemplari. La società iniziò anche a produrre il Mosquito, con le prime consegne alla RAAF avvenute nel 1944. In totale furono realizzati 212 Mosquito consegnati tra il 1943 e il 1948. Alcuni di questi aerei sono rimasti in servizio fino al 1953.
Sotto licenza venne anche prodotto il de Havilland Vampire nel 1948, con i primi dei 190 mezzi commissionati consegnati nel 1949.
Un velivolo progettato e realizzato dalla DHA fu il de Havilland Australia DHA-3 Drover, costruito tra il 1948 e il 1953. Ne furono prodotti solo 20 esemplari, quasi tutti utilizzati dal Royal Flying Doctor Service, Trans Australia Airlines e dalla Qantas. Il DHA-3 Drover era un aereo destinato al trasporto leggero, trimotore e derivato dal DH 104 Dove, capace di trasportare sei o otto passeggeri ed equipaggiato con i motori de Havilland Gipsy Major Mk-10 4s. Fu realizzato per rimpiazzare il DH 84 Dragon, molto utilizzato in Australia; successivamente alcuni Drover furono equipaggiati con il motore Lycoming O-360 per aumentarne le prestazioni.
Al giorno d'oggi la de Havilland Australia è di proprietà della Boeing Australia ed è conosciuta come Boeing Aerostructures Australia (precedentemente ribattezzata Hawker de Havilland Aerospace).

### Motori de Havilland
La de Havilland, oltre ad essere una rilevante azienda aerospaziale, fu anche un'importante produttrice di motori aeronautici. Questo aspetto differisce dalla prassi generale, in quanto di solito i motori sono progettati e prodotti da società dedicate anche se in Gran Bretagna la Bristol Aeroplane fece ottimi affari nella produzione di motori per aerei, come anche la Armstrong Whitworth Aircraft. I motori "Gipsy", con la versione potenziata Gipsy Major, ebbero molto successo e furono utilizzati in quasi tutti gli aerei della de Havilland e anche da altri costruttori di velivoli. La società de Havilland fu anche una concorrente della Rolls-Royce e Metrovick nei primi anni in cui si iniziarono a sviluppare i motori a getto.